# Sphaerodactylus macrolepis
Sphaerodactylus macrolepis este o specie de șopârle din genul Sphaerodactylus, familia Gekkonidae, descrisă de Günther 1859.

## Subspecii
Această specie cuprinde următoarele subspecii:
- S. m. ateles
- S. m. grandisquamis
- S. m. guarionex
- S. m. inigoi
- S. m. mimetes
- S. m. macrolepis
- S. m. phoberus
- S. m. spanius
- S. m. stibarus

## Galerie

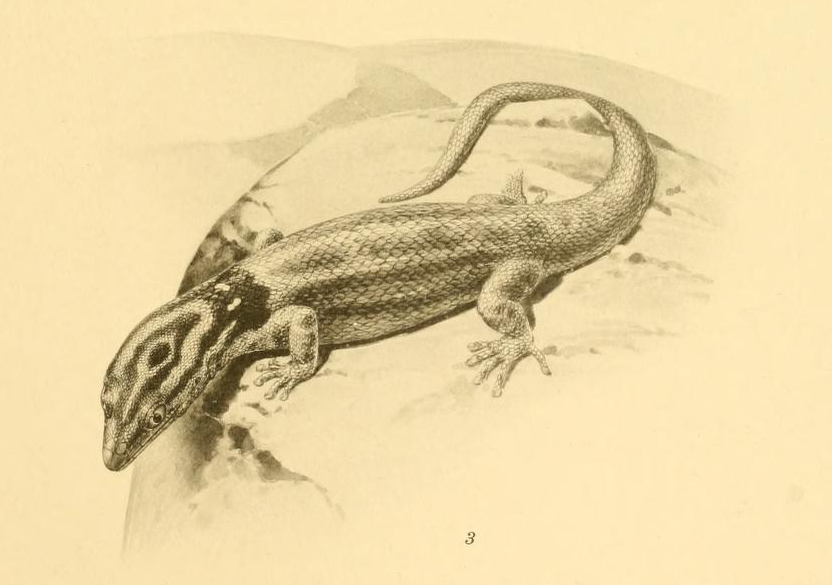